# Jezioro Kamionkowskie (powiat toruński)
Jezioro Kamionkowskie, Jezioro Kamionki – jezioro bezodpływowe w Polsce, położone w województwie kujawsko-pomorskim, w powiecie toruńskim, w gminie Łysomice, w odległości 20 km na północny wschód od Torunia.

## Charakterystyka
Jezioro Kamionkowskie wraz z otoczeniem znajduje się na Pojezierzu Chełmińskim, na obszarze chronionego Krajobrazu "Dolina Drwęcy". Jest zbiornikiem nie posiadającym żadnego dopływu powierzchniowego, zasilanym wodami gruntowymi i opadami atmosferycznymi.
Długość plaży wzdłuż linii brzegowej wynosi 349 m.

## Turystyka
Przy jeziorze rozwinięta jest baza turystyczna z dużym kompleksem rekreacyjno-wypoczynkowym, wypożyczalnią sprzętu wodnego, gastronomią, domkami letniskowymi, hotelem i polem namiotowym.
W sezonie wstęp na plażę jest płatny. Kąpielisko jest strzeżone przez ratowników WOPR.